# Jakab Cseszneky
El Baró Jakab Cseszneky era un aristòcrata hongarès del segle xiii.
Jakab era el fill de Mihály, membre del clan Bána, i caballerizo del rei Andreu II d'Hongria. Ell es va convertir en portaespases del rei Béla IV d'Hongria i també tenia el títol Conde de Trencsén. Prop de 1263 ell va construir el castell gòtic famós de Csesznek a les muntanyes de Bakony i ell i els seus descendents han cridat per castell: Cseszneky. La seva esposa era la filla de Márk Trencséni, membre del poderós clan Csák. Els seus fills, Miklós, Lőrinc, Szomor i Mihály eren partidaris importants dels reis Ladislau IV d'Hongria i Carles I d'Hongria i van lluitar amb bravura contra Máté Csák, governador de facto de l'Eslovàquia occidental actual.